# Bolesław Ryszard Gepner

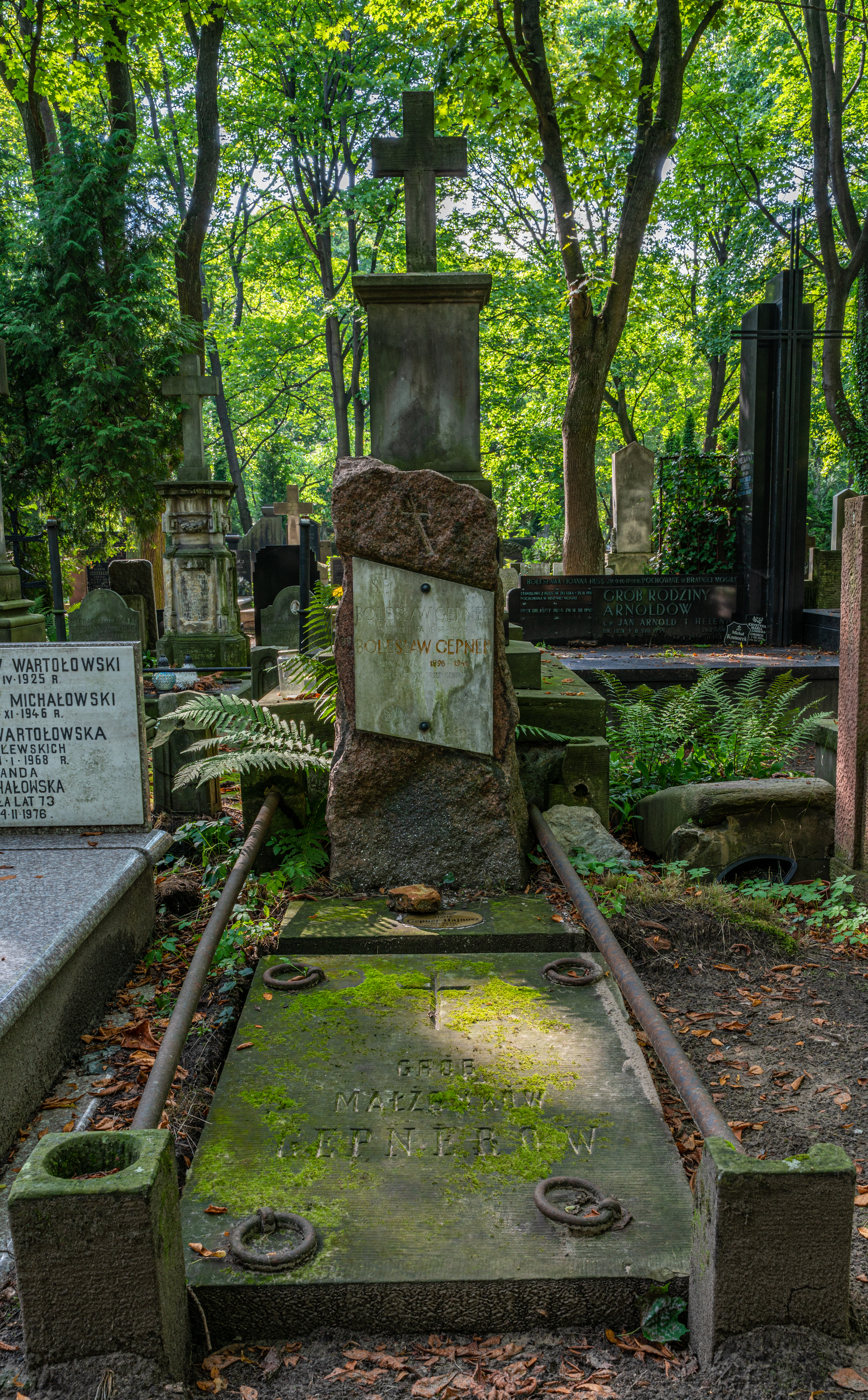
Grób Bolesława Ryszarda Gepnera na cmentarzu Powązkowskim

Bolesław Ryszard Gepner (ur. 3 kwietnia 1864 w Warszawie, zm. 12 lutego 1923 tamże) – polski lekarz okulista, syn Bolesława, także okulisty.

## Życiorys
Był synem znanego okulisty Bolesława Gepnera. Po ukończeniu w 1888 roku Wydziału lekarskiego na Cesarskim Uniwersytecie Warszawskim pracował jako asystent w Instytucie oftalmicznym im ks. Lubomirskiego. Po roku wyjechał za granicę i pracował w klinikach w Heidelbergu, Frankfurcie nad Menem i Berlinie. Zwiedzał też inne kliniki okulistyczne w Europie. Po powrocie do kraju w 1891 roku, wrócił na stanowisko asystenta. Po pięciu latach został lekarzem ambulatoryjnym, a w 1900 roku wygrał konkurs na stanowisko ordynatora. Równocześnie pracował jako lekarz okulista na kolei nadwiślańskiej i warszawsko-wiedeńskiej.
Był członkiem warszawskiego Towarzystwa Lekarskiego i Towarzystw Okulistycznych we Francji i Heidelbergu.
Pomysłodawca i jeden z członków założycieli Towarzystwa Opieki nad Ociemniałymi.
Spoczywa na cmentarzu Powązkowskim w Warszawie (kwatera 193, rząd 3, grób 19).